# Fässbergs kyrkogård

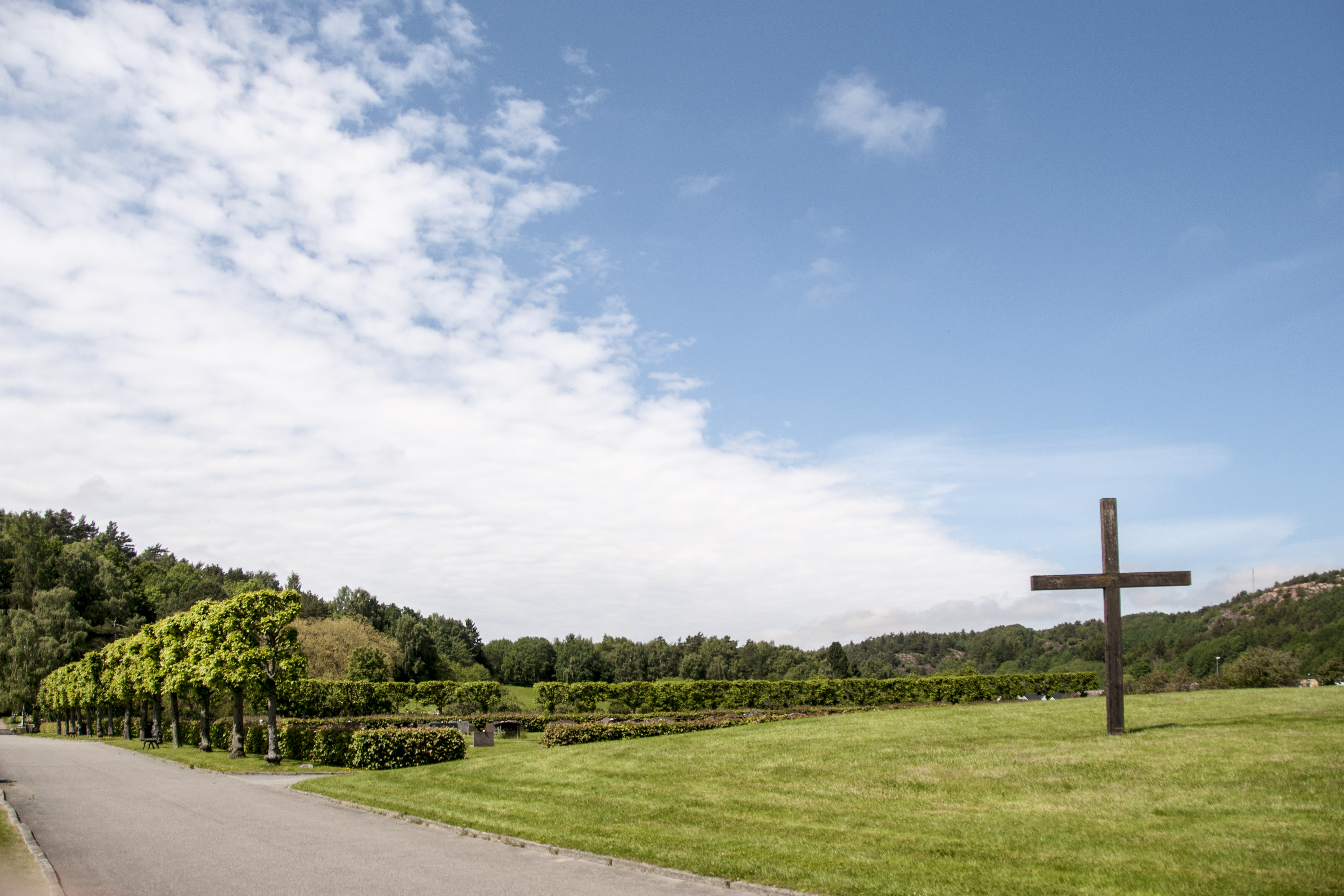
Fässbergs kyrkogård 2015

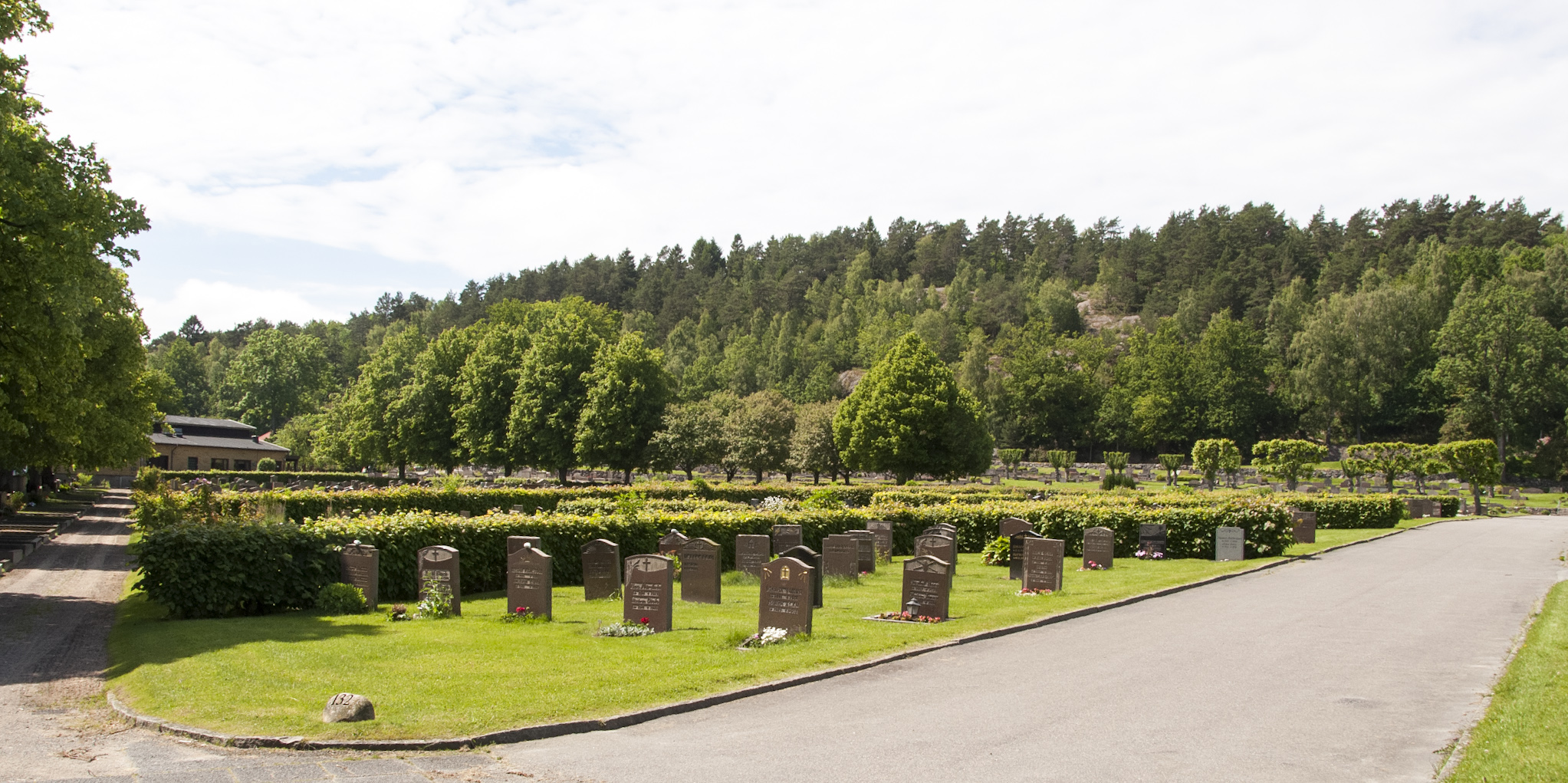
Gravar vid Fässbergs kyrkogård

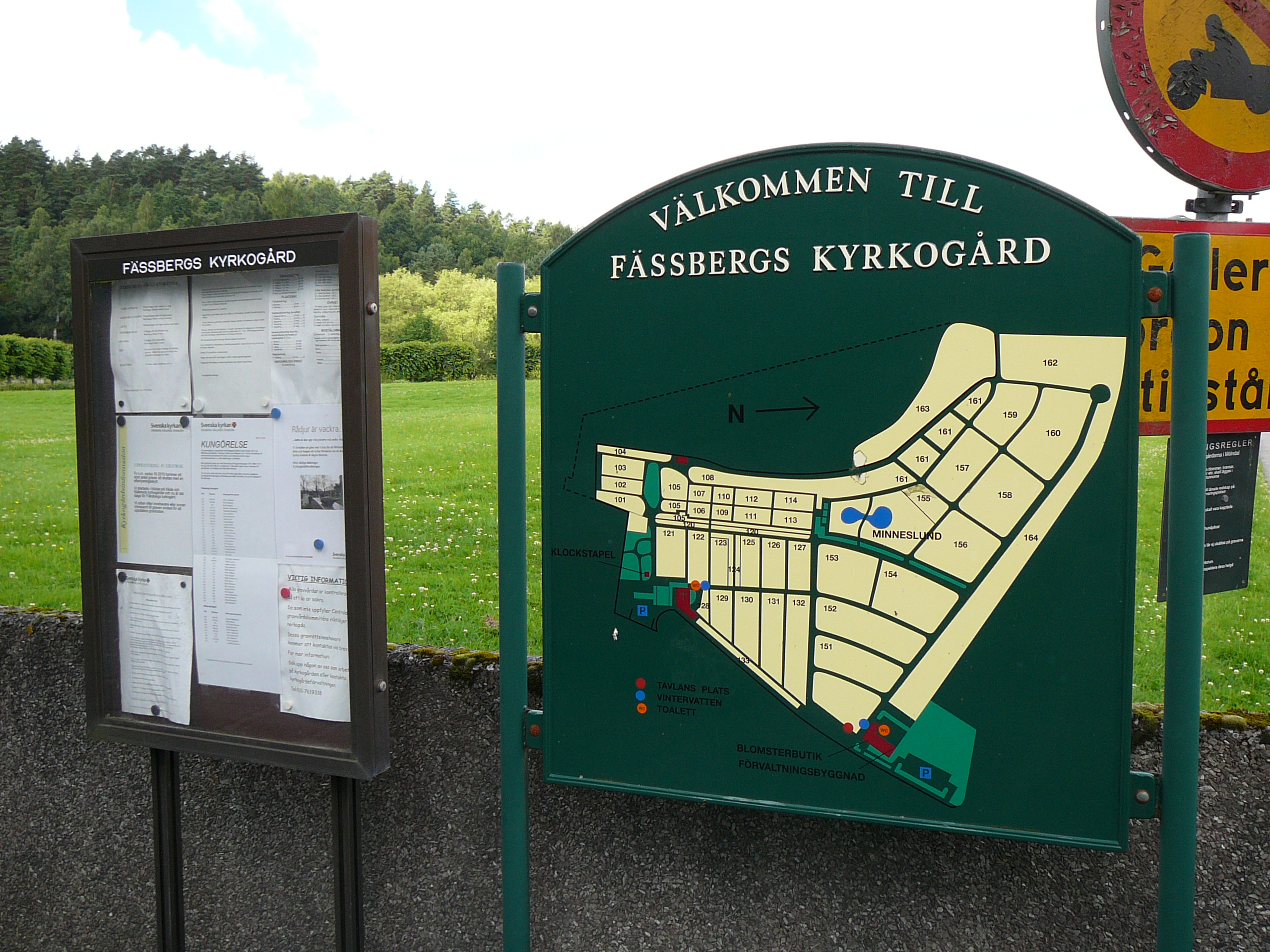
Fässbergs Kyrkogård i Mölndal, orienteringstavla.

Fässbergs kyrkogård är en begravningsplats belägen vid Stubbåkersgatan i Mölndals stad med 4 800 gravplatser på ett 116 000 kvm stort område, naturmark inräknat. I sydvästra delen av kyrkogården finns sedan 1936 ett begravningskapell Fässbergs kapell, en ekonomilokal och ett gammalt bårhus. 1982 invigdes en minneslund mitt i området. Sedan maj 2011 finns en askgravlund vid kapellet.

## Området och namnet
Begravningsplatsen är utbyggd i tre etapper. På 1930-talet tillkom mellandelen och då ändrades kyrkogårdens namn till Mölndals Västra Begravningsplats. I slutet av 1950-talet eller i början av 1960-talet återtogs namnet Fässbergs kyrkogård. Kyrkogårdens nya del anlades i början på 1970-talet.

## Kyrkobyggnad
Alldeles till slutet av 1800-talet fanns Fässbergs gamla kyrka, en medeltida kyrka från 1200-talet, då den i förfallet skick såldes 1893 för 1 100 riksdaler och därefter revs 1896. Gränsen till Danmark gick under lång tid i närheten av Fässberg och kyrkan blev utsatt för danskarnas härjning på 1600-talet. Under 1800-talet började kyrkan att förfalla. En minnessten finns och på marken ligger gravhällar från 1600-,1700- 1800-tal, troligen från kyrkans golv. Kyrkogården är troligen lika gammal som kyrkan, som finns omnämnd i skrifter från 1500-talet. Äldsta gravplatsen med gravanläggning kvar är från 1775. 1887 ersattes kyrkan av Fässbergs kyrka i centrala Mölndal. Delar av de gamla inventarierna från slutet av 1600-talet och början av 1700-talet har flyttats dit.